# Культура Боснии и Герцеговины
Культура Боснии и Герцеговины — культура народов, проживающих на территории Боснии и Герцеговины и её государств-предшественников.

## Изобразительное искусство

### Музыка

#### Евровидение
На Евровидении 2008 Босния и Герцеговина заняла 10-е место. А лучший результат Боснии и Герцеговины — 3-е место на «Евровидении 2006» в Афинах. В 2009 году Боснию и Герцеговину представила группа Regina с композицией «Чистая вода».

### Кинематограф
Одним из значимых событий является ежегодный Сараевский кинофестиваль.

#### Наиболее известные фильмы
- Грбавица — фильм, режиссёром и сценаристом которого является Ясмила Жбанич.

Награды:
- 2006 — Берлинский кинофестиваль
  - Золотой Медведь
  - Приз экуменического (христианского) жюри (конкурсная программа)
  - Приз Peace Film Award

- Ничья земля — фильм, режиссёр и сценарист которого Данис Танович.

Награды:
- 2002 — Премия «Оскар»
  - Лучший фильм на иностранном языке
- 2001 — Каннский кинофестиваль
  - Лучший сценарий — Данис Танович
- 2002 — Премия «Сезар»
  - Лучшая первая работа — Данис Танович
- 2001 — Премия «European Film Awards»
  - Лучший сценарист — Данис Танович
- 2002 — Премия «Золотой глобус»
  - Лучший фильм на иностранном языке
- 2002 — Роттердамский кинофестиваль
  - Награда зрителей — Данис Танович
- 2001 — Кинофестиваль в Сан-Себастьяне
  - Награда зрителей — Данис Танович

Номинации
- 2001 — Каннский кинофестиваль
  - «Золотая пальмовая ветвь» — Данис Танович
- 2002 — Премия «Сезар»
  - Лучший сценарий — Данис Танович
- 2002 — Премия «David di Donatello»
  - Лучший зарубежный фильм — Данис Танович
- 2001 — Премия «European Film Awards»
  - Лучший актёр — Бранко Джурич

#### Наиболее известные режиссёры

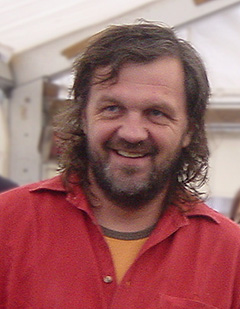
Эмир Кустурица

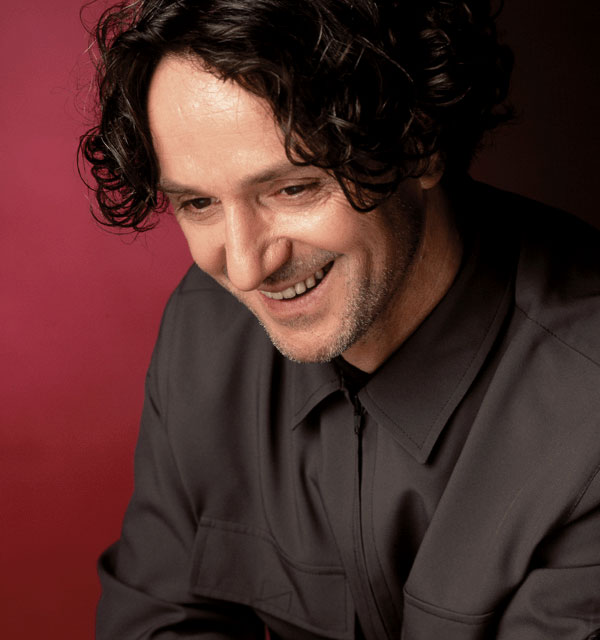
Горан Брегович

- Эмир Кустурица
- Ясмила Жбанич
- Хайрудин Крвавац
- Владо Зрнич

#### Наиболее известные сценаристы
- Абдула Сидран
- Иво Андрич
- Славко Голдштейн

#### Наиболее известные актёры и актрисы
- Ивана Миличевич
- Давор Дуймович
- Беким Фехмию
- Ирфан Менсур
- Семка Соколович-Берток
- Дадо Джехан
- Йован Милицевич
- Раде Радованович
- Ксения Йованович
- Зорана Бечич
- Драго Бука
- Ненад Брандо Марич

#### Наиболее известные музыканты
- Горан Брегович
- Дино Мерлин
- Мухамед Фазлагич

#### Наиболее известные композиторы
- Д-р Неле Карайлич

### Архитектура

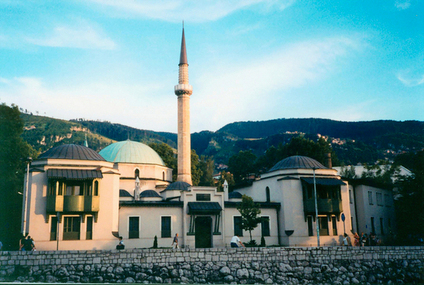
Императорская мечеть

- Вишеградский мост, или мост Мехмеда-паши, — 11-пролётный каменный мост длиной 180 метров, перекинутый через реку Дрину в боснийском городе Вишеграде. Представляет собой значительный памятник средневекового турецкого инженерного искусства. В 2007 г. ЮНЕСКО решило включить Вишеградский мост в число памятников Всемирного наследия.
- Императорская мечеть — самая старая мечеть в Сараево, Босния и Герцеговина. Мечеть назвали в честь Султана Сулеймана I.

## Спорт
Босния и Герцеговина является чемпионом в Паралимпийских играх 2004 года по волейболу. Многие из игроков стали инвалидами в войне 1992—1995 годов.

### Олимпиада 1984 года

Талисман Олимпиады 1984 года — Волчонок Вучко

Наиболее важным международным спортивным событием в истории Боснии и Герцеговины было проведение 14 зимних Олимпийских игр, состоявшихся в Сараево, с 8 по 19 февраля 1984 года.
В Олимпиаде участвовало 1127 спортсменов-мужчин и 283 спортсменок-женщин.
На Олимпиаде было много спортсменов из Боснии и Герцеговины.

### Современная сборная Боснии и Герцеговины по футболу
- Элвир Болич[5]
- Элвир Бальич[6]
- Сергей Барбарез[7]
- Хасан Салихамиджич[8]
- Звездан Мисимович[9]
- Эмир Спахич[10]
- Элвер Рахимич[11]
- Саша Папач[12]
- Златан Байрамович[13]
- Сафет Сушич[14]
- Мехо Кодро[15]
- Ведад Ибишевич[16]
- Марко Топич[17]
- Эдин Джеко[18]

### Современная сборная Боснии и Герцеговины по баскетболу
- Дамир Мршич[19]
- Харис Муезинович[20]
- Эвлир Овчина[21]
- Зелемир Стеванович[22]
- Мирза Телетович[23]
- Ясмин Хукич[24]

### Шахматисты Боснии и Герцеговины
- Предраг Николич[25]
- Борки Предоевич[26]
- Иван Соколов[27]

## Кухня=
Кухня Боснии и Герцеговины сформировалась в результате смешения южнославянских, немецких, турецких и средиземноморских кулинарных традиций. Основные блюда — мясо и овощи. Также здесь обилие молочных продуктов.

### Национальная еда

#### Мясо
Из мясных продуктов наиболее широко используются говядина, баранина и свинина. Характерная черта местной кухни — длительная тепловая обработка продуктов, с использованием овощей и зелени.
Наиболее популярными являются мясные блюда:
- «Босански-лонас» — жаркое из мяса с добавлением паприки, капусты, овощей и петрушки;
- Голубцы «жапрак»;
- Колбасы из рубленного мяса: «чевапчичи», шашлык «шиш»;
- Печёное мясо с овощами «хаджийски-чевап»;
- Тушеное с рисом и овощами мясо «джювеч» («гювеч»);
- Жареное на гриле мясо «гайдук»;
- Большие рубленые котлеты «плескавица»;
- Бурек с мясом или сыром и слоеные пироги с сыром и мясом «пита».

#### Овощи
В Боснии и Герцеговине овощи всегда подают на стол. Местные салаты представляют собой весьма крупно порубленные овощи, заправленные оливковым или подсолнечным маслом, также встречаются и весьма сложные блюда из томатов, паприки и острого перца и лука.

#### Рыба и морепродукты
Рыбу и морепродукты здесь используют нечасто, потому что узкая полоса побережья не позволяет наладить её регулярные поставки на местный стол. Но в сербской части страны, а также на побережье, нередко можно встретить всевозможную жареную рыбу (в том числе и речную форель), гуляш из рыбы, пироги с рыбой и салаты с морепродуктами.

#### Десерты
Наиболее популярные десерты:
- «Баклава»;
- «Халва»;
- «Локум»;
- «Гурабие»;
- «Суджук»;
- Пончики «приганица»;
- Запеченные в сыре орехи и сливы «штрукли»;
- Яблочный десерт со взбитыми сливками «туфахия»;
- Сваренные в меду орехи «альва»;

### Напитки
Самый популярный напиток в Боснии и Герцеговине — чёрный кофе, также здесь очень часто пьют молоко, чай с травами, мед и различные соки. Традиционный напиток из муки, получаемой из клубней диких орхидей, в основном ятрышника, называется салеп.
Из алкогольных напитков наиболее востребованы пиво, легкий хмельной напиток из проса «буза», а также традиционные крепкие напитки ракия и самогон домашнего приготовления. Местные вина хотя и плохо известны на международных рынках, но заслуживают пристального внимания. Особенно самобытны герцеговинские вина, в первую очередь «Гангаш» и «Жилавка».

## СМИ[28]

### Пресса
- «Ослободженье»
- «Дневни аваз»
- «Независне новине»
- «Глас Српске»
- «Дневни лист»
- «Дани»
- «Слободна Босна»
- «Репортер»

### Телевидение
- «БГТВ-1»
- ТВ Федерации (ФТВ)
- Радио-ТВ Республики Сербской (РТРС)
- «Мрежа Плюс»
- Сеть открытого вещания (ОБН)
- «ТВ Пинк БГ»

### Радио
- БГ Радио-1
- Радио ФБиГ
- Радио-ТВ Республики Сербской (РТРС)
- Радио Мостар
- Босанска Радио Мрежа (БОРАМ)
- Радио БМ
- Радио Стари Град

### Информационные агентства
- Агентство новостей Федерации (ФЕНА)
- СРНА
- «Онаса»

## Образование
Начальное образование длится девять лет с 5—6 лет. Среднее образование предоставляется на основе общих, профессионально-технических средних школ. Выпускники средних общеобразовательных школ получают диплом о завершении школы и могут поступать в любой институт.